# والد غير حاضن
الوالد غير الحاضن هو أحد الوالدين الذي لا يملك الحضانة المادية و / أو القانونية على أطفاله بموجب قرار من المحكمة.
إن «تحديد حضانة الطفل» هي حكم أو قرار أو أمر آخر من المحكمة ينص على الحضانة القانونية، أو الحضانة المادية، أو الرؤية فيما يتعلق بالطفل. ويشمل هذا المصطلح القرارات الدائمة، والمؤقتة، والأولية، والمعدلة. ولا يشمل المصطلح القرارات المتعلقة بإعالة الطفل أو أية التزامات مالية أخرى للفرد. وحيث إن الطفل سيعيش فقط مع أحد الوالدين، يتم التقرير بالحضانة المادية المنفردة، والوالد الذي يعيش معه الطفل يكون هو الحاضن، والطرف الآخر يكون هو الوالد غير الحاضن.
ومع ذلك نلاحظ أنه عندما يعيش الطفل مع كلا الوالدين، يتم التقرير بالحضانة المشتركة، ويكون كلا الوالدين والدًا حاضنًا. وفي حالة الحضانة المشتركة، لا يتطلب عادة تقاسم الجدول الزمني لمشاركة دور الأبوة بالتساوي، وبالتالي فقد يحصل أحد الوالدين في الحضانة المشتركة على وقت أقل مع الطفل ولكن لا يكون والدًا غير حاضن. على سبيل المثال، في ولايات مثل ألاباما، وكاليفورنيا، وتكساس، لا تتطلب بالضرورة أن تؤدي قرارات الحضانة المشتركة إلى تخصيص وقت متساوٍ إلى حد كبير للوالدين، في حين أن ولايات مثل أريزونا، وجورجيا، ولويزيانا تتطلب أن تؤدي قرارات الحضانة المشتركة إلى تخصيص مثل ذلك الوقت.

## حضانة الأطفال والرؤية
هناك نوعان من الحضانة:، حضانة قانونية وحضانة مادية. الحضانة المادية، هي حيث سيعيش الطفل، بينما الحضانة القانونية تعطي الشخص الحاضن الحق في اتخاذ القرارات المتعلقة بمصلحة الطفل. غالبًا يحتفظ أحد الوالدين بالحضانة المادية، في حين يتقاسم مع الطرف الآخر في الحضانة القانونية المشتركة. يتعين عادة على الوالد غير الحاضن أن يقوم بدفع نفقة الطفل، ويتم ترتيب مواعيد الرؤية.
قد يعيش الوالد غير الحاضن في المدينة نفسها التي يعيش فيها طفله أو قد يقيم في مدينة أو ولاية أو دولة أخرى. معظم خطوط الطيران تقدم خدمات «القاصر غير المصحوب» للأطفال الذين يسافرون دون وجود أحد الوالدين أو الوصي القانوني أو شخص آخر بالغ محل ثقة. وشروط السن عادة التي تستخدم من قبل شركات الطيران هي بين عمر 5 و11 عامًا (وأحيانًا تصل إلى 15 عامًا - ومن المفضل دائمًا أن تتصل بشركة الطيران للتأكد من أنها تقبل ركابًا قُصّرًا غير مصحوبين). يتم تقدير الرسوم المفروضة على خدمات القاصر غير المصحوب عادة وفقًا للوجهة، وقد تضاعفت هذه الرسوم مع هبوط الاقتصاد الأمريكي.

## قانون الحقوق التعليمية العائلية والخصوصية (FERPA)
يختلف قانون الأسرة من ولاية إلى أخرى، والآباء غير الحاضنين هم مجموعة متنوعة من السكان، مع وجود الكثير من العوامل التي تؤثر على ترتيبات الحضانة بدءًا من أي طرف سوف يتم منحه الحضانة وحتى التفاوض على مواعيد الرؤية. وقد يجد الوالد غير الحاضن صعوبة في الوصول إلى السجلات الطبية، وسجلات المستوى التعليمي وغيرها من المعلومات المتعلقة بالطفل، ولكن هناك بعض التشريعات الفيدرالية التي تدعم حقوق الوالد غير الحاضن الذي يحتفظ بالحضانة القانونية لطفله.
سجلات الطالب التعليمية هي وثائق رسمية وسرية ويحميها أحد أقوى قوانين حماية الخصوصية في الدولة، وهو قانون الحقوق التعليمية العائلية والخصوصية (FERPA). . ويعرف هذا القانون باسم تعديل باكلي، وهو يحدد السجلات التعليمية وجميع السجلات التي تحتفظ بها المدارس أو المؤسسات التعليمية عن الطلاب. ويعطي هذا القانون الحق إلى الآباء لمراجعة دقة السجلات التعليمية وتأكيدها، وينطبق ذلك على المدارس العامة والحكومية أو المؤسسات التعليمية المحلية التي تتلقى تمويلاً فيدراليًا للتعليم، سواء سجلات ورقية أو محوسبة. وبالإضافة إلى القوانين الفيدرالية التي تحد من الكشف عن المعلومات المستقاة من سجلات الطلاب، فمعظم الولايات لديها أيضًا قوانين لحماية الخصوصية التي تعزز قانون الحقوق التعليمية العائلية والخصوصية. ويمكن أن تكمل قوانين الولاية قانون الحقوق التعليمية العائلية والخصوصية، ولكن الامتثال لهذا القانون يعد ضروريًا إذا كانت المدارس ستستمر لكي تكون مؤهلة للحصول على التمويل الفيدرالي للتعليم.
يمنح قانون الحقوق التعليمية العائلية والخصوصية لكلا الوالدين، الحاضن وغير الحاضن، المساواة في الحصول على المعلومات الخاصة بالطالب، إلا إذا كان لدى المدرسة دليل على وجود أمر من المحكمة أو كان قانون الولاية يلغي هذه الحقوق. عندما يبلغ الطلاب عمر 18 عامًا أو عندما يصبحون في مؤسسات التعليم الجامعي، فهم يصبحون «طلاب مؤهلين» وتنتقل إليهم الحقوق المنصوص عليها في قانون الحقوق التعليمية العائلية والخصوصية. ولكن يحتفظ الآباء بحق الوصول إلى سجلات الأطفال الذين يعولونهم للأغراض الضريبية.
في حالة الطلاق أو الانفصال، يجب أن تسمح إدارة المدرسة بالوصول إلى المعلومات لكلا الوالدين الطبيعيين، الحاضن وغير الحاضن، ما لم تكن هناك وثيقة ملزمة تلغي على وجه التحديد حقوق الوالد الخاصة بقانون الحقوق التعليمية العائلية والخصوصية. وفي هذا السياق، فإن الوثيقة الملزمة قانونًا هي أمر من المحكمة أو غير ذلك من الوثائق القانونية التي تحظر الوصول إلى السجل التعليمي، أو تلغي حقوق الوالد في المعرفة عما يتعلق بتعليم طفله.
الحضانة أو ترتيبات الإقامة الأخرى للطفل لا تؤثر، في حد ذاتها، على حقوق الوالدين بموجب قانون الحقوق التعليمية العائلية والخصوصية. يمكن أن يعي الفرد بشكل أفضل وضع قانون الحقوق التعليمية العائلية والخصوصية بالنسبة لحقوق الوالدين عن طريق الفصل بين مفهوم الحضانة عن مفهوم الحقوق التي يعطيها قانون الحقوق التعليمية العائلية والخصوصية للوالدين. الحضانة كمفهوم قانوني، تحدد أين سيعيش الطفل، وغالبًا الواجبات المنوطة بالشخص الذي سيعيش الطفل معه. ومن ناحية أخرى فإن قانون الحقوق التعليمية العائلية والخصوصية يحدد حق الوالدين في الحصول على السجل التعليمي الخاص بالطفل ومتابعته.
وبشكل عام، لا يتعين على المدرسة تقديم نسخ من السجل للوالدين. ولكن، إذا كانت المسافة كبيرة بما فيه الكفاية بحيث يكون من غير العملي بالنسبة للوالدين زيارة المدرسة أو مراجعة السجل التعليمي، فيتعين على المدرسة نسخ هذا السجل وإرساله إلى الوالدين عندما يطالبان بالحصول عليه. يمكنك الاطلاع على المزيد من الأسئلة المتداولة حول حقوق الآباء غير الحاضنين من خلال هذا الرابط.

## كتابات أخرى
- Gustafson, Diana L. Unbecoming Mothers: The Social Production of Maternal Absence. Routledge Press, 2005.
- Pagano, Annette. Journeys of Women Without Custody From Ambivalence to a Renewed Sense of Self
- Hart, Sarah A Mother Apart: How to let go of guilt & find happiness living apart from your child.
- Weyant, Nicole. Striving for Peace: Managing Conflict in Non-Custodial Homes

## معلومات قانونية
- FERPA: Rights of Non-Custodial Parents in the Family Educational Rights and Privacy Act of 1974
  - FERPA & HIPAA Review Quiz
  - Definition of “Education Record”
  - Synopsis of FERPA for School Nursing
- Your Rights as a NonCustodial Parent
- US Dept of Health & Human Services: Promoting Responsible Fatherhood
  - Health Insurance Portability and Accountability Act (HIPAA) of 1996 - FAQs
  - Non-Custodial Parents Participation in Their Children's Lives: Evidence From the Survey of Income and Program Participation
- Iowa custody code
- IRS Frequently Asked Questions
- Facts Court Watch
- College: Divorce and Financial Aid